# 伏見宮邦尚親王
伏見宮邦尚親王（1615年—1654年1月17日／元和元年－承應二年十一月二十九是江戶時代初期的皇族。伏見宮第11代當主（追認）。伏見宮第10代當主貞清親王長子，母親是前田利長養女（宇喜多秀家女），也是後水尾院（後水尾天皇）的養子。
寛永三年（1626年）接受親王宣下。承應二年（1654年）十一月去世，法號乾德院，無子，死後由弟弟邦道親王繼承伏見宮家當主職位。